# Sielec (gmina w województwie poleskim)
Sielec – dawna gmina wiejska istniejąca do 1939 roku w woj. poleskim (obecnie na Białorusi). Siedzibą gminy był Sielec nad Jasiołdą.
W okresie międzywojennym gmina należała do powiatu prużańskiego w woj. poleskim. 22 stycznia 1926 roku do gminy Sielec przyłączono część obszaru zniesionej gminy Noski, natomiast część obszaru gminy Sielec przyłączono do gminy Bereza Kartuska. 1 kwietnia 1932 roku do gminy Sielec przyłączono część obszaru zniesionej gminy Bereza Kartuska, natomiast część obszaru gminy Sielec przyłączono do gminy Malecz. 1 kwietnia 1939 roku część obszaru gminy Sielec (wieś Nowosiółki) włączono do miasta Bereza Kartuska.
Po wojnie obszar gminy Sielec wszedł w struktury administracyjne Związku Radzieckiego.